# Responsabilité civile en droit français
Pour un article plus général, voir Responsabilité civile.
 (décembre 2018).
Si vous disposez d'ouvrages ou d'articles de référence ou si vous connaissez des sites web de qualité traitant du thème abordé ici, merci de compléter l'article en donnant les références utiles à sa vérifiabilité et en les liant à la section « Notes et références ».
En droit français, la responsabilité civile est une branche du droit qui régit la réparation du préjudice causé à autrui par une personne privée. Elle est essentiellement organisée par le code civil français dans des dispositions inchangées depuis 1804. À la différence de la responsabilité pénale qui vise à sanctionner l'auteur d'un comportement délictueux, la responsabilité civile a pour fonction de réparer un dommage : elle oblige à réparer le préjudice que l'on a causé à autrui. L'action en responsabilité civile est engagée par la victime devant les tribunaux civils. Elle doit faire la démonstration d'un fait d'un tiers (historiquement une faute), d'un dommage et du lien de causalité entre ces deux éléments. La personne désignée responsable peut toutefois s’exonérer de sa responsabilité civile si elle démontre que le dommage provient de la faute de la victime, du fait d'un tiers ou d'un cas de force majeure. Le dommage doit être intégralement réparé, par le versement de dommages-intérêts à la victime par le responsable.
Le Code civil des Français de 1804 organise la responsabilité civile autour d'une distinction fondamentale entre la responsabilité contractuelle, qui régit les dommages nés dans le cadre d'une relation contractuelle, et la responsabilité délictuelle, ou extra-contractuelle, qui régit tous les autres dommages (par exemple nés d'un accident ou d'une infraction pénale). En droit français, ces deux régimes sont totalement exclusifs l'un de l'autre : dès lors qu'il existe une relation contractuelle entre l'auteur et la victime, cette dernière ne peut invoquer que la responsabilité contractuelle de l'auteur. Néanmoins, depuis 2006, les tiers à un contrat sont fondés à invoquer l'exécution défectueuse d'un contrat, si celle-ci leur a causé un préjudice.
Depuis la fin du XIXe siècle sont apparus de nombreux régimes de responsabilité civile dérogatoires au droit commun. Ces régimes spéciaux transcendent le plus souvent la distinction entre responsabilités délictuelle et contractuelle : le régime de responsabilité est le même qu'il y ait ou non contrat entre les parties. On peut ainsi citer les régimes applicables aux accidents de la circulation, aux produits défectueux, aux accidents du travail, ou encore à la responsabilité médicale.
Une réforme de la matière a été lancée en avril 2016,.

## Cas général de la responsabilité civile
En dehors de tout contrat, la responsabilité civile est décrite par les articles 1240 à 1244 du code civil, donc celui-ci :
« Tout fait quelconque de l'homme, qui cause à autrui un dommage, oblige celui par la faute duquel il est arrivé à le réparer. »
— Article 1240

## Responsabilité contractuelle

### Régime légal
La responsabilité contractuelle est la variété de responsabilité civile s'appliquant lorsque ce dommage a été causé à une partie par l'inexécution ou la mauvaise exécution d'un contrat. Ainsi, elle se distingue, par cette origine de la responsabilité délictuelle qui trouve son fondement dans les lois.
La responsabilité contractuelle possède deux fonctions : d'une part, procurer un équivalent pécuniaire au créancier et d'autre part, réparer le préjudice qu'il subit du fait de l'inexécution du contrat. Il est distingué trois types d'obligations contractuelles différentes :

#### Obligation de réparation
Pour que cette obligation naisse, il faut d'abord s'assurer de l'existence de la relation contractuelle entre les cocontractants. Il faut ensuite que le demandeur établisse la violation d'une obligation contenue dans ledit contrat. Globalement, il a la charge de la preuve d'un manquement matériel (l’inexécution), d'un manquement juridique (l'inexécution de l'obligation) ou d'un manquement moral (l'imputation du manquement caractérisé au débiteur).

#### Obligation non autonome
Il s'agit d'une obligation donc la réparation n'est pas indépendante du rapport contractuel préexistant : elle n'en est que la suite.

#### Obligation primitive inexécutée
L'expression « projection de l'obligation primitive inexécutée » signifie que l'obligation de réparation présente tous les caractères de l'obligation originaire dont elle est la continuation mais sous une forme autre. Par conséquent, toutes les garanties qui pouvaient assurer la bonne exécution de l'obligation primitive sont maintenues : elles assurent l'efficacité de l'obligation de réparation. Cette obligation est également soumise à la loi régissant l'obligation originaire et la réparation fait donc corps avec le contrat. Ce concept est solidaire de celui de la force obligatoire du contrat dont il constitue l'une des solutions naturelles.

### Conditions de la responsabilité contractuelle
Avant toute chose, la condition d'existence d'un contrat est le préalable au jeu de la responsabilité contractuelle. Il est cependant de nombreuses hypothèses dans lesquelles on peut hésiter quant à l'existence du contrat notamment où les relations n'ont pas toujours de fondement contractuel, ni légal, mais uniquement social.
Après avoir prouvé l'existence en droit du contrat, il est trois autres conditions nécessaires à la responsabilité contractuelle, qui concernent la faute contractuelle, le préjudice subi et le lien de causalité entre les deux.

#### Faute contractuelle
L'établissement de la faute du cocontractant pose le problème toujours difficile en pratique de sa preuve. Sa gravité est, de surcroît, déterminante du montant de la réparation.

##### Preuve de la faute
Le droit positif a organisé deux systèmes de preuve : tantôt la faute est présumée, tantôt elle doit être prouvée. La faute est présumée lorsque les obligations sont considérées comme des obligations de résultat. En revanche, le manquement à une obligation de moyens ne dispense pas le demandeur de prouver une faute du débiteur. La difficulté réside donc dans la distinction nécessaire entre l'obligation de résultat et l'obligation de moyens.

###### Distinction entre obligation de moyens et obligation de résultat
Lorsque le débiteur est lié par une obligation de moyens, il s'engage à faire tout son possible pour que le contrat soit exécuté. L'obligation n'est donc pas stricte, à la différence de l'obligation de résultat. Le critère de distinction réside la plupart du temps dans une idée d'aléa : la prestation présentant un caractère aléatoire, telle l'obligation du médecin ou de l'avocat, est nécessairement une obligation de moyens ; à l'inverse, l'obligation de résultat, dès lors qu'elle est stricte et dépourvue d'aléa, ce qui vaut notamment pour les transporteurs, les vendeurs, les constructeurs...
Le critère principal de l'aléa se trouve corrigé par d'autres éléments. Les juges s'inspirent aussi de considérations d'équité pour qualifier l'obligation  dont il est tenu compte du caractère gratuit de la prestation, poussant à une qualification de l'obligation en simple obligation de moyens. Les tribunaux prennent également en considération la situation sociale du débiteur, ainsi que le rôle actif ou passif du créancier dans l’exécution de la prestation comme l'évoque l’arrêt de principe Mercier (Cass.Civ, 20 mai 1936).

###### Obligation de résultat
En ce qui concerne les obligations de résultat, le débiteur est engagé dès l'instant que l'inexécution du contrat est constatée. Sa responsabilité est donc présumée, ce qui l'oblige, pour s'exonérer, à établir la preuve contraire que l’inexécution provient d'une cause étrangère ou qu'il n'y a pas de faute contractuelle à sa charge.
En outre, le fait du créancier exonère totalement le débiteur de l'obligation de résultat s'il est la cause exclusive du dommage ou partiellement si chacun a participé au dommage.

###### Obligation de moyens
S'il s'agit d'une obligation de moyens, le débiteur n'engage sa responsabilité que lorsque le créancier aura prouvé un manquement caractérisé à l'obligation contractuelle et que ce manquement est imputable audit débiteur. Celle-ci s'apprécie In abstacto  par référence au comportement d'un homme raisonnable.

##### Gravité de la Faute
Classification classique« Théorie des trois fautes »
Il existe divers degrés dans la faute commise : elle peut être légère, grave ou lourde. Pendant longtemps, l'analyse du droit de responsabilité faisait intervenir la gravité de la faute pour établir l'existence même de la responsabilité. Les auteurs avaient développé la théorie des trois fautes se présentant de la manière suivante :
1. lorsque le contrat était conclu dans l'intérêt exclusif du créancier, tel le contrat de dépôt, seule la faute lourde (gravis) permettait d'engager la responsabilité du débiteur ;
2. le contrat conclu dans l'intérêt commun des deux parties obligeait le créancier à prouver simplement une faute légère (levis) ;
3. le contrat conclu dans l'intérêt du seul débiteur, tel le contrat de prêt à usage, permettait d'engager sa responsabilité en cas de faute très légère (levissima).

Classification moderne
Le code civil abandonne cette hiérarchie, toute faute oblige son auteur à réparer le préjudice qui en découle, sauf que dans certains cas la faute est présumée à partir de l’inexécution. Une certaine hiérarchie s’est recréée à travers la jurisprudence et certains textes particuliers, elle ne joue aujourd’hui que sur l’étendue de la réparation ; elle comprend trois degrés.
1. Les fautes volontaires : La faute intentionnelle comporte la volonté de causer le dommage, il y a une intention de nuire ; c'est la faute la plus grave, qui exclut toute assurance. La faute dolosive (dans l'exécution du contrat : article 1 150 du Code civil)[5] est la malhonnêteté du débiteur, qui essaie délibérément de se soustraire à ses engagements (mauvaise foi du débiteur : article 1 147 du Code civil[6] ; « le créancier auquel son débiteur en retard a causé, par sa mauvaise foi, un préjudice indépendant de ce retard, peut obtenir des dommages et intérêts distincts des intérêts moratoires de la créance » : (article 1 153, al. 4 du Code civil)[7]. La faute dolosive, comme la faute intentionnelle, écarte les limitations de responsabilité (clauses limitatives ou exclusives, légales ou conventionnelles).
2. Les fautes sévères : Sans que la preuve de l'intention malicieuse puisse être établie, c'est la faute qui paraît tellement grossière que c'est de la mauvaise foi ou de l'impéritie, de l'incurie (manque de soin à un degré insupportable). On parle soit de faute lourde, celle qui trahit l'impéritie ou l'incurie à un degré étonnant ; certains textes parlent de faute inexcusable (droit des accidents du travail ; accidents de la circulation ; droit du transport), d'autre de faute grave (droit du travail). La faute grave est assimilée par la jurisprudence au dol. Les effets sont les mêmes, c'est-à-dire qu'elle écarte toute limitation de responsabilité, cela conduit à une réparation intégrale.
3. La faute légère, ordinaire : Elle suffit pour engager la responsabilité du débiteur, mais elle permet le jeu des clauses limitatives ou exclusives de responsabilité.

#### Préjudice
Toute responsabilité suppose l'existence d'un préjudice, la lésion d'un droit, peu importe sa consistance, son importance, sa nature.pour être réparable dans le cadre de la responsabilité contractuel, il doit simplement être prévisible, ainsi que le prévoyait l'article 1150 du Code civil(devenu l'article 1231-3 du code civil) : « le débiteur n'est tenu que des dommages et intérêts qui ont été prévus ou qu'on a pu prévoir lors du contrat, lorsque ce n'est point par son dol que l'obligation n'est point exécutée » .
Cette prévisibilité du dommage a été rappelée par la cour de cassation à l'occasion des arrêts SNCF, en censurant les juges du fond qui avaient octroyé de substantiels montants de dommages et intérêts aux voyageurs arrivés en retard.

#### Lien de causalité
Pour que le créancier obtienne réparation, encore faut-il que soit établi le lien de causalité entre la faute commise et le préjudice subi, ce qui peut être parfois difficile, la causalité est cependant souvent présumée. L'article 1 151 du code civil précise que le dommage doit être la « suite immédiate et directe de l'inexécution de la convention ». Il doit y avoir un lien de cause à effet immédiat entre la faute d'inexécution et le dommage prévisible. À noter qu'en cas de responsabilité plurale (impossible de déterminer un seul coupable), les responsables seront condamnés in solidum.

### Régime de l'obligation de réparation

#### Dommage réparable
Le dommage réparable résulte de l’inexécution du contrat, ainsi que toutes les atteintes portées au créancier dans son patrimoine, ses intérêts affectifs ou moraux.
Le dommage peut donc être matériel (on parle encore du dommage économique), le toute perte d'argent ; plus précisément, on distingue le damnum emergens (« la perte éprouvée »)et le lucrum cessans (« le manque à gagner »).
Le dommage moral est également pris en compte, mais il peut être difficile de l’apprécier, il englobe le pretium doloris (« le prix de la douleur », préjudice consécutif à une douleur physique ou morale, ainsi que le préjudice d'agrément, exemple, l'impossibilité de poursuivre des activités sportives à la suite du dommage, y sont enfin compris le préjudice esthétique et le préjudice d'affection.
La responsabilité contractuelle peut être engagée aujourd'hui lorsque le préjudice subi est moral, mais ce ne fut pas toujours le cas : en effet le contrat protège uniquement des intérêts économiques a lui-même créé ; or, les intérêts moraux sont défendus en eux-mêmes indépendamment de toute référence à un contrat. L'analyse est cependant dépassée et peu conforme au droit positif très favorable au thème de la sécurité contractuelle.

##### Caractères du dommage
Pour que le préjudice puisse faire l'objet d'une réparation, il doit être certain, direct, et prévisible.
Préjudice certain
Le dommage certain est celui dont on sait qu'il est réalisé ou se réalisera dans ces conditions, il s'oppose au préjudice éventuel ou hypothétique, qui n'est pas réparable ; il est à noter que le dommage éventuel se distingue du dommage futur qui, même si l'on ne peut savoir quand il se réalisera, est tout de même certain. Proche du dommage futur est la perte d'une chance, qui est réparable dès lors que la chance invoquée existe véritablement, du moins à des degrés suffisants de probabilité.
Préjudice direct
- Lien de causalité, cette exigence résulte de l'article 1 231-4 du code civil[9] : « Dans le cas même où l'inexécution du contrat résulte d'une faute lourde ou dolosive, les dommages et intérêts ne comprennent que ce qui est une suite immédiate et directe de l’inexécution ». En d'autres termes, doit être établi un lien de causalité entre la faute et le préjudice.
- Théorie de la causalité, plusieurs théories de la causalité ont été dégagées :
  - La première dite « théorie de causalité adéquate » , retient simplement comme cause de préjudice ce qui vraisemblablement contribué à sa réalisation.
  - La deuxième théorie dite de « l'équivalence des conditions », tient compte, dans la chaîne des causalités, de toutes les causes contributives du dommage occasionné. Tous les dommages principaux et en cascade peuvent donner lieu à réparation.

Préjudice prévisible
- Prévisibilité comme condition de la réparation : l'ancien article 1150 du code civil prévoyait que la réparation du dommage est limitée à sa prévisibilité lors de la conclusion du contrat :«le débiteur n'est tenu que des dommages et intérêts qui ont été prévus ou qu'on a pu prévoir lors du contrat, lorsque ce n'est point par son dol que l'obligation n'est point exécutée », cette limitation ne vaut qu'en matière contractuelle et s'explique par la notion même du contrat :les parties contractantes mesurent en principe les risques qu'ils prennent, contrat assure l'équilibre de leurs intérêts ; réparer toutes les sortes de dommages serait contraire à l'idée même de contrat, engagement sur l'avenir ;
- Limites à l'exigence de prévisibilité : La règle du dommage prévisible uniquement réparable connait toutefois des limites, notamment en cas de dol ou de faute intentionnelle de la part du débiteur : tous les dommages peuvent être réparés ;cette limite est expressément prévue par l'article 1 231-3, et la jurisprudence considère que le dol est caractérisé dès lors que le débiteur refuse, de propos délibéré, d’exécuter ses obligations, peu importe son intention de nuire .

#### Réparation du dommage
Règles générales
- Réparation intégrale : le principe est celui de la réparation intégrale du dommage, i.e les dommages et intérêts accordés doivent compenser en totalité le préjudice, En pratique  il est cependant difficile d'évaluer correctement la valeur pouvant correspondre audit préjudice ; aussi peut-on exprimer trois remarques :

1. Concernant le cumul d'indemnités, si le créancier doit être indemnisé, il ne doit cependant pas s'enrichir et les dommages et intérêts ne seront supérieurs à ce qui est dû.
2. Concernant la date d'évaluation des dommages et intérêts, le tribunal évalue le préjudice au moment où il statue, non pas au moment où il s'est réalisé, ce qui permet de   prendre en considération l'inflation, la lenteur de la justice ne pouvant pas réduire ce qui doit être effectivement alloué.
3. Concernant les limitations légales, les plafonds de réparation fixés par des textes elles ne concernent que certains contrats, tel le contrat de dépôt hôtelier, et peuvent être écartées si le demandeur arrive à prouver le dol ou la faute lourde du débiteur ou encore, le cas échéant, sa faute inexcusable.

Règles spécifiques
- Réparation du retard : il ne s'agit plus de dommages et intérêts compensatoires, mais de réparation résultant d'un retard (dommages et intérêts moratoires), il faut ici considérer deux séries d'obligations :

1. En ce qui concerne les obligations de droit commun, autres que celles de payer une somme d'argent, le retard constitue effectivement un dommage spécifique, méritant ainsi une indemnisation ; encore faut-il que ce retard soit constaté, ce qui suppose la plupart du temps une mise en demeure préalable encore faut-il justifier d'un préjudice.
2. Pour les obligations de payer une somme d'argent, le non-respect d'une échéance peut causer préjudice au créancier. Aussi le régime est-il spécifique :le créancier n'a pas à prouver le dommage, qui est présumé, mais il doit avoir préalablement mis en demeure le débiteur de payer ce qui est dû, cette formalité pouvant être expresse ou tacite. Au cas où elle a été  respectée, le débiteur devra réparer le dommage, en payant des intérêts de retard se calculant normalement  au taux légal s'il venait à être condamné en justice, ce taux serait majoré de cinq points à l'expiration d'un délai de deux mois, à compter du jour où la décision de justice est devenue exécutoire. S'il était en outre de mauvaise foi, les règles de l'ancien article 1153, alinéa 4 du code civil (article 1 231-6 du code civil actuel), trouveraient à s'appliquer : « le créancier auquel son débiteur en retard a causé, par sa mauvaise foi, un préjudice indépendant de ce retard, peut obtenir des dommages et intérêts distincts des intérêts moratoires de la créance »[10].

## Aménagements conventionnels
Principe de licéité, puisque l'obligation elle-même ne trouve sa source que dans le contrat et la volonté des parties, il est logique que celles-ci puissent d'ores déjà prévoir dans leur convention  les conséquences d'une exécution défectueuse : le  régime légal qui vient d’être vu présente donc en principe un caractère supplétif et les clauses relatives à la responsabilité peuvent y déroger aussi bien dans le sens  de la sévérité que dans celui de l'indulgence pour la partie défaillante .
Mais on trouve ici comme ailleurs la limite de l'ordre public: certaines des règles, inspirées par un souci de protection de l'intérêt général ou d'une catégorie de contractants, présentent alors un caractère impératif qui interdit d'y déroger (par exemple  l'intérêt général commande la bonne foi contractuelle : on ne peut donc écarter la responsabilité en cas de faute dolosive ; ou encore l'intérêt des consommateurs commande leur protection contre les professionnels :ceux-ci ne peuvent donc écarter la garantie des vices cachés des produits vendus).
Hormis cette limite, les clauses relatives à la responsabilité sont en principe valables, même si  elles figurent dans un contrat d'adhésion, à moins dans ce cas qu'il n'en résulte pour le rédacteur un avantage excessif créant un «déséquilibre significatif ».
Il faut cependant prendre garde qu'elles ne sont efficaces qu'entre les parties et ne peuvent donc être opposées à des tiers autorisés à agir à titre délictuel sur le fondement de la faute contractuelle, notamment à des victimes par ricochet.
Ces aménagements peuvent porter sur les conditions de la responsabilité, ou sur le montant de la réparation.

### Clauses relatives aux conditions de la responsabilité

#### Clauses de non-responsabilité
De nombreuses clauses viennent limiter les obligations du débiteur en précisant qu'il ne répondra pas de tel ou tel type de dommage, à la différence de celles qui limitent seulement le montant de la réparation, ces clauses constituent des clauses de non-responsabilité, certains s'emploient toutefois à distinguer entre les clauses de non-obligation et celles de non-responsabilité .cette distinction ne parait pas bien assise en jurisprudence :elle a par exemple été récusée au sujet de la clause par laquelle le client d'une banque s'interdisait  de déposer dans son coffre des objets d'une valeur excédant un certain seuil, la cour de cassation traitant cette clause comme une clause de non-responsabilité alors qu'on pouvait y avoir une limitation de l'obligation de surveillance au seuil fixé.
Condition de validité
Les clauses qui limitent les obligations et donc les manquements dont doit répondre le contractant sont en principe valables, cette validité connait toutefois quatre limites très importantes.
- Quant à l'obligation éludée : la clause ne peut pas porter sur l'obligation essentiel du contrat, car ce serait le vider sa substance :le vendeur ne peut pas se dispenser de fournir la chose vendue, le loueur la chose louée, l'entrepreneur d'exécuter le travail convenu, le teinturier de restituer l'objet confié, l'assureur ne peut pas vider la garantie de tout contenu par l'accumulation de cas d'exclusion.

La clause est alors réputée non écrite (article 1 170), l'obligation essentielle se dégage non seulement par la nature même du contrat mais encore par la commune intention  des parties : dans un renvoi « Chronopost », l'obligation de ponctualité est essentielle .le seul fait qu’une obligation soit expresse peut suffire à la rendre fondamentale .
Seules les obligations accessoires (garantie, délais, charge des réparations, etc.) peuvent donc faire l'objet d'une telle clause de non-responsabilité (pourvu encore que ces obligations accessoires ne soient pas par elles-mêmes d'ordre public, comme le sont la garantie des vices due par un professionnel ou les devoirs de conseil et de bonne foi). il n'est d'ailleurs pas toujours facile de tracer la frontière entre l'obligation essentielle et les obligations accessoires. Par exemple, dans le bail, le bailleur doit  fournir la chose ; mais faire les travaux indispensables pour que cette chose soit utilisable est-il une obligation accessoire ou fait-il partie de l'obligation essentielle.
- Quant à la gravité des fautes, la faute dolosive : à laquelle est assimilée la faute lourde, écarte les clauses de non-responsabilité car on ne peut admettre qu'un contractant s'autorise de cette impunité pour manquer délibérément à ses engagements.
- Quant à la nature du dommage : les dommages corporels ne peuvent faire l'objet de clauses de non-responsabilité, car le corps humain ne peut être l'objet de contrats : les obligations de sécurité sont donc d'ordre public.
- Quant à la qualité des parties : dans la plupart des contrats conclus entre un «consommateur » et un professionnel, la jurisprudence annule les clauses de non-responsabilité au profit de ce dernier. Certes, il n'existe pas de règle de portée générale et le seul fait qu'elle figure dans un contrat d'adhésion ne suffit pas à rendre la clause sans valeur.

#### Clauses relatives à la preuve
Les parties peuvent convenir tout d'abord de la charge de la preuve, notamment en précisant si elles entendent que l'obligation soit de moyens ou de résultat. Ces clauses sont en principe valables, sauf si elles concernent les obligations de sécurité, touchant  à la personne humaine : ces obligations sont d'ordre public et ne peuvent donc pas être réduites par convention. Il en résulte que le contrat ne peut réduire une obligation de sécurité qui est de résultat en obligation de moyens, alors que l'inverse est possible.
Mais les parties peuvent aussi prévoir les modes de preuve qui devront être utilisés pour mettre en jeu de responsabilité contractuelle : ainsi dans une vente de marchandises ou un marché de travaux, le contrat organise souvent une procédure d'expertise à déclencher dans un certain délai pour établir les défectuosités.
Ces clauses sont valables car les règles de preuve ne sont pas d'ordre public, sauf bien sur si les regels prévus sont si sévères qu'elles rendent en fait toute preuve impossible.
Cependant, ces clauses revenant souvent à rendre plus difficile la mise en œuvre de la responsabilité, on peut se demander s'il ne faut pas les traiter comme les clauses limitatives de responsabilité, lesquelles sont nulles dans certains contrats et en tout cas écartées par la faute dolosive, Dans les contrats de consommation, elles sont désignées comme abusives .

#### Clauses relatives à la force majeure
Si toute responsabilité est en pratique exclue en cas de force majeure rendant l’exécution impossible, cette règle n'est pas d'ordre public : un contractant peut accepter de supporter le risque de la force majeure dans la même esprit qu'un assureur supporte le risque d'un événement imprévu (l'art 1 351 du C.civ, fait allusion à l'hypothèse où le débiteur s'en est «chargé»). C'est le cas correspondant à une obligation de garantie, il en résultera en fait un pris plus élevé pour le cocontractant ainsi garanti contre tout aléa. Tel est le cas par exemple de certaines garanties de bon fonctionnement offertes par des fabricants d'appareils lorsqu'elles ne distinguent pas selon l'origine de la panne.
Bien entendu, ces clauses ne concernent que les événements extérieurs : si c'est la faute de la victime qui en cause, le responsable continue de pouvoir en faire état pour être déchargé en tout ou en partie de sa responsabilité : les clauses relatives à cette faute de la victime seraient certes possibles (sauf pour la faute intentionnelle), mais elles sont en pratique inexistantes.

### Clauses relatives au montant de la réparation[13]

#### Clauses limitatives d'indemnisation
De nombreux contrats comportent un plafond de responsabilité, cette technique a l'avantage de rendre plus aisée pour le contractant la souscription d'une assurance, l'assureur pouvant ainsi chiffrer le risque qu'il garantit.
Ces clauses étaient le plus souvent soumises au même régime que les clauses de non-responsabilité : donc valable en principe, sous les mêmes exceptions : obligation essentielle, faute dolosive, dommages corporels, mais peut-être pas pour la protection des consommateurs, elles peuvent prendre divers visages : fixation d'un chiffre maximum, ou diverses modalités, par exemple garantie de simple remplacement de l'objet défectueux.
Il est toutefois un domaine où les clauses seulement limitatives ont toujours été mieux traitées que les clauses de non-responsabilité totale ; il s'agit des contrats de transport où l'exclusion est interdite mais la limitation possible, mais toujours sous réserve de la faute dolosive ou lourde et de la violation d'une obligation essentielle, encore faut-il que le maximum fixé ne soit pas symbolique, car on se trouve alors en présence d'une clause de non-responsabilité déguisée, qui doit être traitée comme telle, en outre en maximum peut être révisé par le juge s'il est manifestement dérisoire.
La cour de cassation a étendu en cette matière la distinction reçue en droit des transports car, pourvu que le plafond ne soit pas dérisoire, la limitation de responsabilité répond à une fonction d'équilibre des obligations contractuelles en permettant de connaitre avec précision leur étendue. Dès lors que l'exception du dol et de la faute lourde permet de saisir les comportements délibérés, la détermination d'un plafond n'est pas autre chose qu'une convention de répartition des risques de faute simple, voire de faute présumée (pour les obligations de résultat) et, entre contractants égaux du moins, une telle répartition est acceptable. Les clauses limitatives sont donc valables sauf si, par un plafond dérisoire, elles vident de portée l'obligation essentielle du contrat.

#### Clauses pénales
Ce sont des clauses qui fixent à l'avance dans le contrat le montant des dommages-intérêts qui seront dus en cas d’inexécution, ce système de forfait présente l'avantage d’éviter les discussions toujours délicates quant à l'évaluation du préjudice, de plus et surtout, lorsque la somme fixée est lourde, elle présente un caractère dissuasif considérable : l'inexécution du contrat emporte alors une véritable « peine » privée, d'où le terme de clause « pénale », la cour de cassation a consacré cette double finalité : « la clause pénale n'a pas pour objet exclusif de réparer les conséquences d'un manquement à la convention mais aussi de contraindre le débiteur à exécution ».
Cette clause entraîne une substitution de l'évaluation conventionnelle à l'évaluation judiciaire. Pour mettre en jeu ces clauses, il faut que l'inexécution soit imputable au débiteur. Le créancier n'est pas obligé d'invoquer cette clause et peut lui préférer une demande en exécution forcée, voire la résolution du contrat. La clause pénale est un forfait qui doit être respectée, toutefois si son montant s'avère être excessif ou dérisoire au regard du préjudice, le juge pourra la modérer à la hausse comme à la baisse.

## Responsabilité délictuelle
Longtemps, la responsabilité délictuelle a été fondée uniquement sur la faute. Ce fondement est aujourd'hui en recul du fait de la volonté toujours croissante d'indemnisation de la victime. En effet, si aucune faute n'est reprochable à l'auteur d'un dommage, alors la victime est laissée sans réparation.
La doctrine est donc passée du fondement de la faute, conception subjective, aux fondements de risque et de garantie, conceptions objectives.
À la différence de la faute, le risque découle de l'idée selon laquelle celui qui a, par son activité, créé un risque dont est résulté un dommage doit en supporter les conséquences. Certains régimes de responsabilité sont directement influencés par cette garantie, dont celui des accidents de la circulation est un parfait exemple.
La théorie de la garantie se place elle du côté de la victime, et retient que celle-ci est titulaire d'un droit à la sécurité, dont la seule violation, peu importe les causes, doit être réparée.